# Saint-Félix-de-Dalquier
Saint-Félix-de-Dalquier, kort Saint-Félix, är en by i Québec i Kanada, till 2024 en egen kommun. Den ligger i regionen Abitibi-Témiscamingue, i den sydöstra delen av landet, 400 km nordväst om huvudstaden Ottawa.